# Royal Brunei Navy
La Royal Brunei Navy (malese: Tentera Laut Diraja Brunei, TLDB abbreviato) è la forza navale della difesa del Brunei. È una piccola forza ma relativamente ben attrezzata di cui la responsabilità principale è difendere le acque di Brunei contro l'attacco portato da forze esterne.
La Royal Brunei Navy è stata fondata il 14 giugno 1965, la seconda unità militare di Brunei. La RBN ha base in Muara. La Royal Brunei Navy è stata comandata da Joharie bin Hj Metussin dal 14 giugno 2002.